# Савола, Микко
Микко Тапио Савола (фин. Mikko Tapio Savola; род. 29 ноября 1981, Эхтяри, Вааса) — финский политический и государственный деятель, сельскохозяйственный предприниматель и торговец. Член партии Финляндский центр. Депутат эдускунты с 2011 года. В прошлом — министр обороны Финляндии (2023).

## Биография
Родился в 1981 году и вырос в Эхтяри.
В 2005 году окончил Университет прикладных наук Пирканмаа (PIRAMK, ныне Университет прикладных наук Тампере, TAMK) по специальности экономика торговли.
В 2005 году работал исследователем в центре трудоустройства области Южная Остроботния. С 2006 года — сельскохозяйственный предприниматель.
В 2001 году в возрасте 19 лет избран в городской совет Эхтяри. В 2001—2004 гг. — в управлении образования и досуга, в 2005—2009 гг. — в городской администрации. В 2005—2012 гг. — член совета ассоциации муниципалитетов области Южная Остроботния. В 2009—2011 гг. — председатель городского совета Эхтяри. С 2009 года — член больничного округа Южной Остроботнии, в 2012—2017 гг. — председатель.
В 2005—2008 гг. — председатель молодёжной организации Центра в области Южная Остроботния. В 2007—2008 гг. и с 2010 года — заместитель председателя Центра в области Южная Остроботния.
Имеет воинское звание фельдфебель (vääpeli; эквивалентные звания в НАТО обозначаются кодом OR-7) запаса. В 2013—2016 гг. — председатель Союза резервистов, организации, которая проводит различные мероприятия, связанные с повышением уровня оборонительной подготовки среди населения.
В возрасте 24 лет баллотировался на парламентских выборах 2007 года, набрал 5281 голос, но не был избран. По результатам парламентских выборов 20 апреля 2011 года избран депутатом эдускунты в избирательном округе Вааса, набрал 5987 голосов. Переизбран на выборах 2015 и 2019 годов, набрав  8476 и 5710 голосов соответственно. В 2011 году — член Казначейского комитета, в 2011—2014 гг. — член Комиссии по труду и равноправию, в 2011—2019 гг. — член Комитета по обороне, в 2015—2019 гг. — член рабочей секции Большого комитета, в 2015 и 2019—2022 гг. — член Комитета по сельскому и лесному хозяйству. Член Комитета по иностранным делам с 2016 года, член Комитета по обороне с 2022 года. С 2019 года — член консультативного совета Финского института международных отношений (FIIA). С 2011 года — член финской делегации в Парламентской ассамблее НАТО, с 2019 года — заместитель председателя.
5 января 2023 года временно заменил министра обороны Финляндии Антти Кайкконена, который ушёл в отпуск по уходу за ребёнком, в кабинете Марин. Освобождён от должности 28 февраля.